# Теорија гејтвеј дрога
Теорија гејтвеј дрога (енгл. gateway - пролаз) или теорија степеника је теорија да лако доступне легалне дроге (никотин, алкохол, кофеин) или илегалне дроге чија употреба није довољно сузбијана (марихуана, лепак, одређене врсте печурки) доводе до употребе тежих дрога. Индивидуалне социјалне историје зависника показују да употреба једне дроге води употреби других, али на општем нивоу ова претпоставка није доказана.